# 沃莱讷 (瓦兹省)
沃莱讷（法語：Velennes，法語發音：[vəlɛn]）是法国瓦兹省的一个市镇，属于博韦区。

## 地理
沃莱讷（49°28'23"N, 2°11'1"E）面积6.17 平方千米，位于法国上法蘭西大區瓦兹省，该省份为法国北部内陆省份，北起索姆省，西接厄尔省和滨海塞纳省，南至塞纳-马恩省和瓦兹河谷省，东临埃纳省。
与沃莱讷接壤的市镇（或旧市镇、城区）包括：邦利耶、富克罗勒、欧迪维莱、拉弗赖、尼维莱尔、奥罗埃尔。

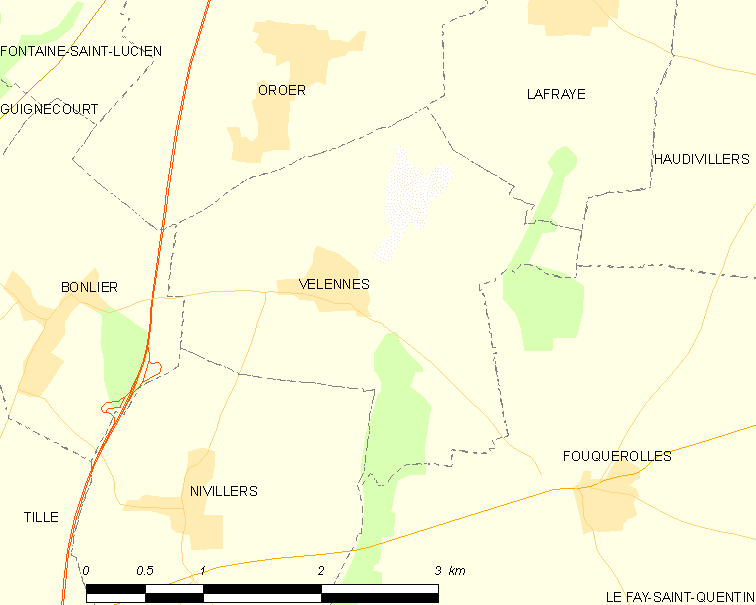
的OSM定位图

沃莱讷的时区为UTC+01:00、UTC+02:00（夏令时）。

## 行政
沃莱讷的邮政编码为60510，INSEE市镇编码为60663。

## 政治
沃莱讷所属的省级选区为穆伊县。

## 人口

1962-2008年间人口变化图示

沃莱讷于2022年1月1日时的人口数量为238人。